# Terebratulina cailleti
Terebratulina cailleti är en armfotingsart som beskrevs av Joseph Charles Hippolyte Crosse 1865. Terebratulina cailleti ingår i släktet Terebratulina och familjen Cancellothyrididae. Inga underarter finns listade i Catalogue of Life.